# Kristen Wiig
Kristen Caroll Wiig (født 22. august 1973 i Canandaigua, New York) er en amerikansk skuespillerinde. Wiig er måske mest kendt for sin mangeårige medvirken i TV-underholdningsserien Saturday Night Live og film som Knocked Up, Forgetting Sarah Marshall, Sådan træner du din drage og den af hende også skrevet Bridesmaids.
Hun er vegetar og blev i 2011 kåret til "Verdens mest sexede vegetar" af organisationen PETA.

## Filmografi
- Ghostbusters (2016)